# 唐婧
唐婧（1995年6月8日—），中国女子柔道运动员，2018年亚洲运动会女子63公斤级铜牌得主、2022年亚洲运动会女子63公斤级银牌得主和混合团体铜牌得主。